# Diamesa sonorae
Diamesa sonorae är en tvåvingeart som beskrevs av Willassen 1985. Diamesa sonorae ingår i släktet Diamesa och familjen fjädermyggor.
Artens utbredningsområde är Kalifornien. Inga underarter finns listade i Catalogue of Life.